# 三井不動産アニメワールド
『三井不動産アニメワールド』（みついふどうさんアニメワールド）は、日本テレビ系列局が編成していた日本テレビ製作のテレビアニメ放送枠である。製作局の日本テレビでは1989年10月14日から1992年9月5日まで、毎週土曜 18:30 - 19:00 （日本標準時）に編成。

## 概要
海外の文学作品を原作とするアニメを放送していた枠。
三井不動産の名を冠しているが、同社の一社提供枠となっていたのは製作局の日本テレビのみであり、系列局においては日本テレビとの同時ネットであってもスポンサーが異なっていた。また、この時間帯を使って自社製作番組や系列内外の番組を放送していた局もあり、そのような局では本枠をネットしない、あるいは遅れネットで対処するなどの措置が取られていた。
放送作品は1作目の『シートン動物記』を除き、すべて東京ムービー新社（現・トムス・エンタテインメント）が手掛けた作品である。後に同じ時間帯に放送された『フランダースの犬 ぼくのパトラッシュ』も東京ムービー新社によるものであるが、こちらはエバラ食品工業・ベネッセコーポレーション・ピザーラなどの提供で放送されていた単独番組であり、本枠放送作品には含まれない。

## 放送作品一覧
| タイトル                        | 放送期間                        | 話数 | 製作会社         | 原作                    |
| ------------------------------- | ------------------------------- | ---- | ---------------- | ----------------------- |
| シートン動物記                  | 1989年10月14日 - 1990年12月22日 | 45   | エイケン、SSC    | アーネスト・T・シートン |
| おちゃめなふたご クレア学院物語 | 1991年1月5日 - 1991年11月2日    | 26   | 東京ムービー新社 | イーニッド・ブライトン  |
| わたしとわたし ふたりのロッテ   | 1991年11月9日 - 1992年9月5日    | 29   | 東京ムービー新社 | エーリッヒ・ケストナー  |

放送期間と話数が異なるのは、当時の日本テレビが土曜18:30枠がローカルセールス枠であることを利用し、土曜日のプロ野球ナイター中継を18:30開始に拡大したからである。